# Венеційсько-генуезькі війни
Венеційсько-генуезькі війни — серія збройних конфліктів між морськими республіками Генуї та Венеції за панування в Середземному морі між 1256 і 1381 роками. В цей період відбулося чотири відкриті війни, в яких бої між двома республіками відбувалися переважно на морі. В той же час навіть у періоди миру випадки піратства та інші незначні спалахи насильства між представниками двох торговельних республік були звичним явищем.
У першій війні 1256—1270 рр. перемогли венеційці, але їх військові перемоги тим не менш не змогли зупинити дипломатичного просування генуезьких інтересів у Візантії та Чорному морі.
У другій війні 1294—1299 перемоги здобували переважно генуезці, але в підсумку конфлікт завершився безрезультатно, так само як і третя війна в 1350—1355 роках, у якій союзником Венеції було іспанське королівство Арагон.
У четвертій війні 1377—1381 рр. сама Венеція опинилася під загрозою захоплення генуезцями та їхніми союзниками. Незважаючи на перемогу в битві, виснажені венеційці прийняли умови миру, який був схожий на поразку.

## Війна Святого Сави (1256—1270)

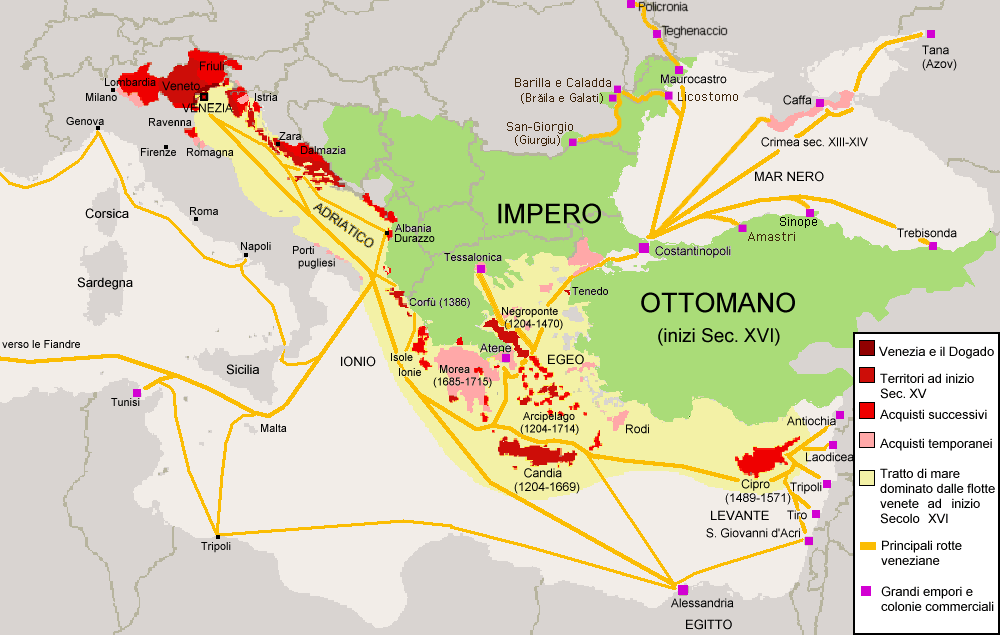
Венеційські торгові шляхи, заморські володіння (Stato da Mar) та зони впливу

Перший повномасштабний конфлікт між Генуєю та Венецією виник через суперечку про торгові прерогативи в палестинській Акрі, що призвело до нападу генуезців на венеційський квартал в цьому місті. Венеційців підтримали пізанці, провансальці, тамплієри, тевтонці та частина місцевої знаті, тоді як каталонці, валенсійці, анконці, госпітальєри та інші місцеві дворяни приєдналися до генуезців. Флот, надісланий з Венеції під керівництвом Лоренцо Тьєполо в 1257 році, розбив генуезький флот в битві біля Акрі, коли той прибув у червні наступного року.
У 1261 році Венеція зазнала серйозної невдачі в результаті підписання Німфейського договору між Генуею та регентом малолітнього нікейського імператора Михаїлом Палеологом, який незабаром зміг відвоювати візантійську столицю Константинополь у Латинської імперії, що фактично була клієнтською державою Венеції. Це припинило венеційське торгове панування в імперській столиці та на Чорному морі, яким Венеція користувалася після захоплення міста під час Четвертого хрестового походу у 1204 році.

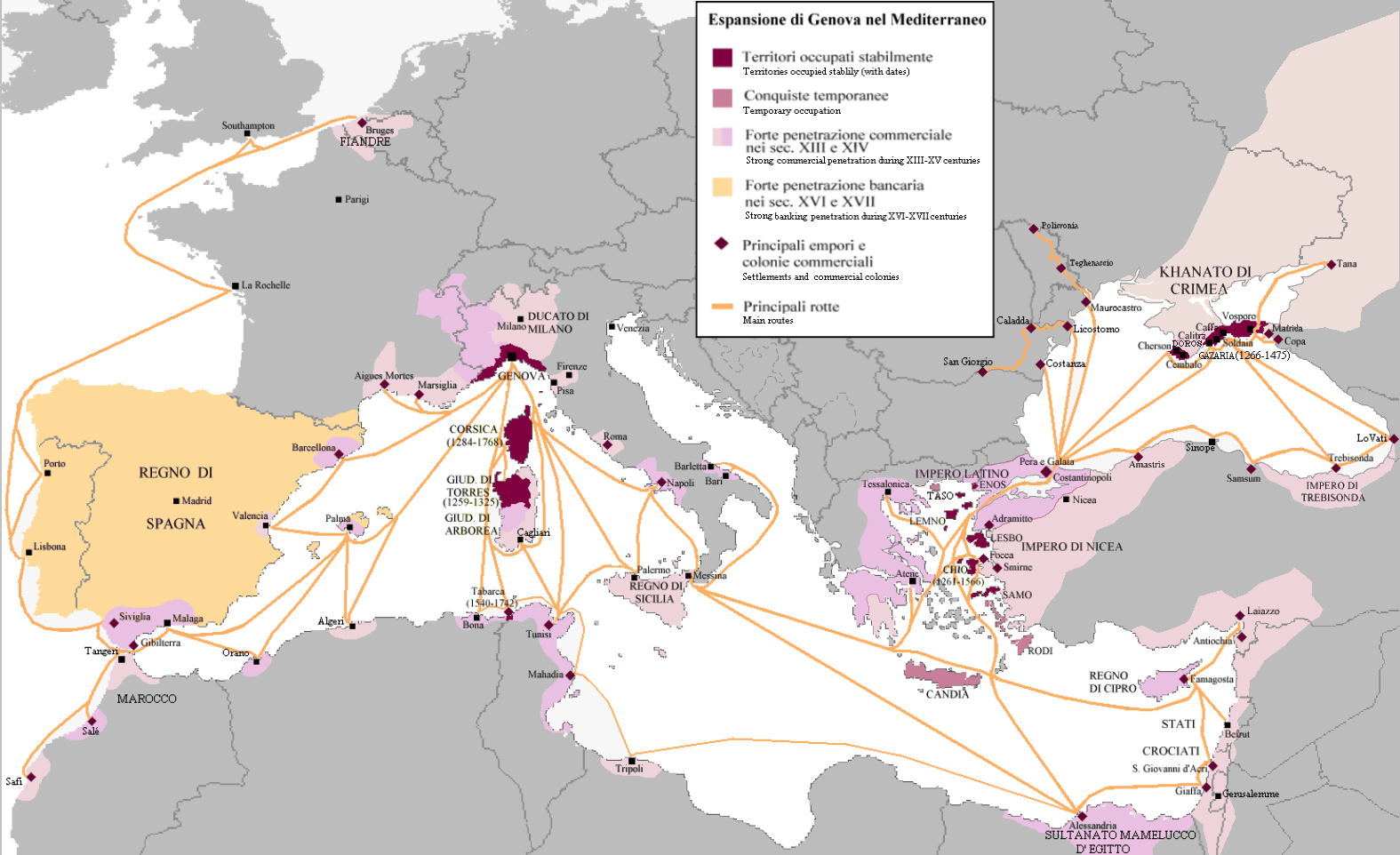
Генуезькі торгові шляхи, заморські володіння та зони впливу

Протягом усієї війни венеційський флот зберігав перевагу над генуезцями в морських битвах і генуезький флот часто уникав відкритого бою. Основні битви, які відбулися біля Акри в 1258 році, біля Сеттепоцці в 1263 році і біля Трапані на Сицилії в 1266 році, завершились безумовними перемогами Венеції. Однак принцип концентрації венеційського флоту у великі торгові конвої (муди) не міг завдати генуезькій торгівлі значної шкоди, тоді як, незважаючи на використання конвоїв, власна венеційська торгівля сильно постраждала від нападів невеликих, але численних флотилій генуезьких корсарів. Найбільший генуезький успіх стався в 1264 році, коли адмірал Сімоне Грілльо виманив військовий флот Венеції в помилковому напрямку і захопив більшу частину торгових кораблів великого конвою, які залишились без захисту в битві біля Сасено.
Суперечки між генуезцями та Михаїлом VIII дозволили частково відновити позиції та торгові права Венеції у Візантійській імперії, після підписання між ними Візантійсько-венеційського договору у 1268 році. Війна завершилася в 1270 році Кремонським миром, укладеним за посередництва французького короля Людовика IX, який бажав розпочати новий хрестовий похід і потребував для цього об'єднаного флоту обох суперників. Венеція зміцнила свої позиції в залишках Єрусалимського королівства, але не змогла запобігти зростанню генуезького впливу на території відновленої Візантійської імперії та встановленню генуезької торгової гегемонії в Чорному морі, яка тривала до османського завоювання Константинополя в 1453 році.

## Війна Курцоли (1294—1299)
Постійне суперництво між двома містами призвело до зіткнень у 1291 році та офіційного відновлення війни у 1294 році. Венеційські перемоги на початку війни були затьмарені пізнішими перемогами Генуї та загальним військовим успіхом генуезців, незважаючи на серйозні втрати їхнього флоту.
18 травня 1291 року армія мамелюків штурмом взяла Акру — головний перевалочний пункт венеційської торгівлі зі Сходом. Для Венеції, яка після падіння Латинської імперії поступилася першістю у Константинополі на користь генуезців, це було сильним ударом. Тепер торгівля Венеції залежала від північного шляху через чорноморські порти, де позиції генуезців були дуже сильними. Готуючись до війни з Генуєю, Венеція вступила у союз із Пізою і звернулася до багатих сімей міста з проханням здійснити фінансування військового флоту.
4 жовтня 1294 року венеційський флот вийшов у похід проти генуезців. Зіткнення сталося біля важливого порту Лаяццо (сучасний Аяс) в Кілікійській Вірменії. Падіння Антіохії (1268) та Акри (1291) збільшили важливість Лаяццо як центру міжнародної торгівлі зі сходом. Генуезці, будучи в меншості, принайтували свої кораблі один до одного, що дозволяло військам переміщуватись між кораблями туди, де була потрібна велика сила. Венеційський адмірал Марко Баседжо, недооцінивши тактику супротивника, атакував генуезьку «платформу» по центру, безуспішно намагаючись розламати її. У результаті венеційці втратили двадцять п'ять галер із шістдесяти восьми та безліч людей, включаючи самого адмірала Баседжо. Скориставшись перевагою, генуезький флот напав на Крит, пограбував Канею (сучасна Ханья) і знищив венеційську ескадру, яка намагалась блокувати Босфор.
Протистояння між сторонами перекинулося і в Константинополь, де у 1296 році місцеві генуезькі мешканці зруйнували венеційський квартал і вбили багатьох венеційських мирних жителів. Незважаючи на візантійсько-венеційське перемир'я 1285 року, візантійський імператор Андронік II Палеолог негайно підтримав своїх генуезьких союзників, заарештувавши венеційців, якім вдалось врятуватись під час різанини, включаючи венеційського байло Марко Бембо.
Низка поразок пробудила Венецію, і вона за короткий термін спорядила флот із сорока галер під командуванням адмірала Руджеро Морозіні Малабранки. Внутрішній громадянський конфлікт у Генуї перешкодив розгортанню великого флоту в 1296 році і венеційський флот під командуванням Морозіні, який не зустрів протидії, здійснив напад на головні генуезькі поселення в східному Середземномор'ї. Морозіні попрямував до Константинополя, спалюючи дорогою всі грецькі і генуезькі кораблі, потім напав на генуезьку факторію в Галаті на протилежному від Константинополя стороні затоки Золотий Ріг і також спалив її. Після цього венеційський флот підійшов до палацу візантійського імператора та знищив його галеру. Андронік змушений був заплатити Морозіні велику компенсацію за збитки, завдані венеційським мешканцям столиці. Друга флотилія венеційців, якою командував Джованні Соранцо, за підтримки Трапезундської імперії в 1296 прорвала генуезьку блокаду Босфору, увійшла в Чорне море і захопила Кафу і Фокею.
У 1297 році вже венеційці уникали битв, але вони були змушені битися в 1298 році, коли генуезький флот під командуванням Ламба Доріа увійшов в Адріатику і наблизився до самої Венеції. В битві при Курцолі (сучасна Клорчула, Хорватія), найбільшій битві цієї війни, венеційський флот був знищений, а його адмірал Андреа Дондоло (син венеційського дожа Джованні Дондоло) потрапив в полон. Однак генуезці, які також зазнали значних втрат і були стурбовані триваючим внутрішнім конфліктом у Лігурії, не продовжили наступ на саму Венецію, а повернулися додому і в 1299 році було укладено компромісний Міланський мирний договір, який залишив Венеції свободу продовжувати боротьбу проти Візантії. Саме на цій війні Марко Поло, воюючи за рідну Венецію, потрапив у полон і перебуваючи у генуезькій в'язниці надиктував свої мемуари про подорож до Китаю.

## Війна за протоки (1350—1355)
Суперечки щодо Чорного моря призвели в 1350 році до нової війни, в якій Венеція виступала в союзі з королем Арагону Педро IV, який підтримав Венецію через суперечки з Генуєю щодо контролю над Сардинією та торговельне суперництво між його каталонськими підданими та генуезцями. Візантійський імператор Іоанн VI, який програв коротку війну з генуезцями в 1348—1349 роках, був змушений вступити у війну на боці Венеції та допомагав їм у нападах на Перу (Галату).
Після зіткнень в Егейському морі та поблизу Босфора в 1351 році, великий генуезький флот під командуванням Пагано Доріа взяв в облогу венеційську колонію Негропонте. Об'єднаний венеційсько-каталонський флот під командуванням Нікколо Пізані та каталонця Понсе де Сантапана прибув незабаром після цього та об'єднався з візантійцями, і в лютому 1352 року в Босфорі відбулася кровопролитна Битва в протоках. Обидві сторони зазнали значних втрат, але найбільших втрат зазнали каталонці, що змусило Пізані відступити і дозволило Доріа примусити Візантію вийти з війни.
У серпні 1353 року генуезці під керівництвом Антоніо Грімальді зазнали нищівної поразки від об'єднаного флоту венеційців і каталонців біля Альгеро на Сардинії. Стривожена поразкою, Генуя погодилась на прийняття протекторату Джованні Вісконті, правителя Мілана, щоб забезпечити його фінансову підтримку. У 1354 році Пагано Доріа застав флот Пізані на якірній стоянці в бухті Порто-Лонго на острові Сапієнца, неподалік від Дзонкьо на Пелопоннесі та завдав венеційцям розгромної поразки, захопивши в Битві при Сапієнці в полон увесь венеційський флот разом з адміралом. Ця поразка сприяла усуненні дожа Маріно Фальєро, і 1 червня 1355 року Венеція уклала мир з Генуєю. Хоча сам договір не зафіксував перемоги якоїсь зі сторін, виснаження Венеції цією війною незабаром після цього призвело до захоплення Угорщиною венеційською Далмації. Звільнившись від необхідності підтримки з боку Мілана, генуезці поклали кінець міланському протекторату в 1356 році.

## Війна Кіоджи (1377—1381)
У 1376 році Венеція купила у візантійського імператора Іоанна V стратегічно розташований поблизу Дарданелл острів Тенедос, що поставило під загрозу прохід генуезьких кораблів до Чорного моря. Це спонукало генуезців допомогти сину Іоанна Андроніку IV захопити трон, в обмін на передачу венеційського острова Генуї, що поклало початок новій війні між двома республіками. Генуезці не змогли захопити Тенедос у венеційців у 1377 році, але отримали підтримку коаліції материкових суперників Венеції — Угорщини, Австрії, Аквілеї та Падуї, хоча лише Падуя надала істотну допомогу. Венеція об'єдналася з Міланом, чия армія загрожувала Генуї з боку суші, і з Кіпрським королівством, яке зазнало поразки у війні з Генуєю в 1373-74 роках і підпорядковане генуезькій гегемонії.
Невеликий генуезький флот під проводом Лучано Доріа вторгся в Адріатику в 1378 році і розбив венеційців під командуванням Веттора Пізані біля Поли в 1379 році. Отримавши підкріплення, вони виступили проти Венеції під керівництвом П'єтро Доріа, оскільки Лучано був убитий під Пулою. Не зумівши прорвати оборону Венеційської лагуни, генуезці за підтримки падуанців на суші захопили порт Кіоджа біля її південного краю.
У грудні 1379 року венеційцям вдалося затопити кораблі на вході до гавані Кіоджі, заблокувавши генуезький флот у пастці. Венеція була підкріплена поверненням флоту під проводом Карло Дзено, який мав винятковий успіх у боротьбі з генуезькою торгівлею по всьому Середземномор'ю. Новий генуезький флот, зібраний в Адріатиці, не зміг прорватися, щоб звільнити заблокованих в Кіоджі співвітчизників. Генуезькі сили, заблоковані в Кіоджі, були змушені здатися в червні 1380 року.
Між генуезьким і венеційським флотами тривала боротьба за порти верхньої Адріатики, але за посередництва Амадея VI Савойського обидві сторони домовилися про мир у Турині в 1381 році. Незважаючи на перемогу під Кіоджєю, війна була фінансово катастрофічною для Венеції, яка забезпечила мир лише погодившись на поступки, включаючи евакуацію венеційської залоги з Тенедосу, визнання генуезької влади на Кіпрі, здачу свого основного материкового володіння Тревізо та виплату щорічної данини Угорщині, тоді як Генуя та її союзники не пішли на суттєві поступки.

## Затухання суперництва
Війна за Кіоджу, як і всі попередні конфлікти між Венецією та Генуєю, не змогла визначити беззастережного переможця в їх суперництві. Венеція була сильно ослаблена, але поступово змогла відновити свої державні фінанси та скористатися слабкістю своїх конкурентів на материку, щоб відшкодувати свої територіальні втрати. Генуя мала менший успіх у боротьбі з боргами, накопиченими під час цих воєн, і в наступні десятиліття зазнала фінансової неспроможності. Її хронічна політична нестабільність загострилася після 1390 року, що сприяло визнанню Генуєю в 1396 році суверенітету Франції, першому з серії тривалих періодів іноземного правління, які протягом XV століття зменшили свободу її дій.
Ці події зменшили здатність Генуї конкурувати з Венецією політично, хоча її комерційні успіхи продовжували процвітати до середини XV століття. Після 1400 року розширення влади Арагону в західному Середземномор'ї створювало зростаючу загрозу для Генуї, що призвело до серії повномасштабних воєн (1420–26, 1435–44, 1454–58) і залишалося головною проблемою до смерті Альфонсо V Арагонського в 1458 році, набувши пріоритетного значення у порівнянні зі старим суперництвом з Венецією.
Спорадичне піратські напади між венеційцями та генуезцями тривали, особливо після морського зіткнення при Модоні в 1403 році. Під час міланського правління в Генуї конфлікт на італійському півострові між Міланом і Венецією втягнув Геную в іншу безрезультатну морську війну з Венецією в 1431-33 роках. Тим не менш, взаємне суперництво перестало бути домінуючим фактором у справах обох міст.